# Буканан (Џорџија)
Буканан (енгл. Buchanan) град је у америчкој савезној држави Џорџија. По попису становништва из 2010. у њему је живело 1.104 становника.

## Демографија
Према попису становништва из 2010. у граду је живело 1.104 становника, што је 163 (17,3%) становника више него 2000. године.
| Група             | 2000.       | 2010.       |
| Белци             | 816 (86,7%) | 960 (87,0%) |
| Афроамериканци    | 107 (11,4%) | 88 (8,0%)   |
| Азијати           | 1 (0,1%)    | 4 (0,4%)    |
| Хиспаноамериканци | 5 (0,5%)    | 35 (3,2%)   |
| Укупно            | 941         | 1.104       |